# 生活衛生関係営業の運営の適正化及び振興に関する法律
生活衛生関係営業の運営の適正化及び振興に関する法律（せいかつえいせいかんけいえいぎょうのうんえいのてきせいかおよびしんこうにかんするほうりつ、昭和32年6月3日法律第164号）は、生活衛生関係の営業に関する法律である。制定当初の題名は環境衛生関係営業の運営の適正化に関する法律（環衛法）。
2000年（平成12年）に行われた一部改正（法律第39号）により、法律の題名が変更された。

## 主務官庁
- 厚生労働省健康・生活衛生局生活衛生課

財務省大臣官房政策金融課、農林水産省消費・安全局食品安全政策課、同動物衛生課、観光庁観光産業課および日本政策金融公庫本店生活衛生融資部と連携して執行にあたる。

## 目的
公衆衛生の見地から国民の日常生活に極めて深い関係のある生活衛生関係の営業について、衛生施設の改善向上、経営の健全化、振興等を通じてその衛生水準の維持向上を図り、あわせて利用者又は消費者の利益の擁護に資するため、営業者の組織の自主的活動を促進するとともに、当該営業における適度の競争がある等の場合における料金等の規制、当該営業の振興の計画的推進、当該営業に関する経営の健全化の指導、苦情処理等の業務を適正に処理する体制の整備、営業方法又は取引条件に係る表示の適正化等に関する制度の整備等の方策を講じ、もつて公衆衛生の向上及び増進に資し、並びに国民生活の安定に寄与することが目的である。

## 構成
- 第1章 総則（第1条~第2条）
- 第2章 生活衛生同業組合
  - 第1節 通則（第3条~第7条）
  - 第2節 事業（第8条~第14条の12）
  - 第3節 組合員（第15条~第21条の5）
  - 第4節 設立（第22条~第27条）
  - 第5節 管理（第28条~第49条の7）
  - 第5節の2 移行（第49条の8~第49条の9）
  - 第6節 解散及び清算（第50条~第52条）
  - 第7節 監督（第52条の2~第52条の3）
- 第2章の2 生活衛生同業小組合（第52条の4~第52条の11）
- 第3章 生活衛生同業組合連合会（第53条~第56条）
- 第3章の2 振興指針及び振興計画（第56条の2~第56条の5）
- 第4章 料金等の規制措置（第56条の6~第57条の2）
- 第4章の2 都道府県生活衛生営業指導センター（第57条の3~第57条の8）
- 第4章の3 全国生活衛生営業指導センター（第57条の9~第57条の11）
- 第4章の4 標準営業約款（第57条の12~第57条の15）
- 第5章 審議会等（第58条~第59条）
- 第6章 雑則（第60条~第65条）
- 第7章 罰則（第65条の2~第71条）